# Algonkium
Algonkium (anglicky algonkian) je nejmladší jednotka kanadského prekambria. Termín zavedl americký paleontolog Charles Doolittle Walcott v roce 1889 a označoval tím  skupinu poarchaických a předkambrických útvarů v oblasti Kanadského štítu. Podle něho tedy k algonkiu náleží huron a keweenawan. Název algonkium byl také dlouhá léta užíván pro různé jednotky Českého masivu. Dnes se termín algonkium považuje za synonymum názvu proterozoikum.

## Algonkiumbaltického štítu
Algonkium baltického štítu je diskordantně uloženo na zvrásněných sériích Svekofennid.  Byly v něm rozlišovány tři samostatné formace: ladogien, kalevien a jatulien. Ladogien tvoří soubory svorů, fylitů, dolomitických vápenců a kvarcitů. Typicky je vyvinut v severním okolí Ladožského jezera a ve středním Finsku. Mocnost je několik tisíc metrů. Kalevien se skládá z břidlic, křemenců a vápenců s pískovci na bázi. Je vyvinut ve východním a severním Finsku. Jatulien začíná bazálními slepenci a křemenci, následují dolomitické vápence a dolomity s Carelozoon jatulicum (zaniklá kolonie korálů), popřípadě jílovité břidlice a pískovce. Nejvyšší vrstvy tvoří slinitojílovité břidlice, často s vložkami antracitického uhlí – šungitu až dva metry mocnými, organického původu. Je vyvinut ve východním a severním Finsku a ve východní Karélii.
Novější výzkumy P. Eskoly a C. E. Wegmanna  ukazují, že tato souvrství je třeba pokládat za heteropické facie jedné a téže sedimentární jednotky, označované jako série karelská. Podle těchto výzkumů představuje ladogien geosynklinální vývoj, kalevien flyšový vývoj a jatulien okrajovou epikontinentální facii, vzniklou ve východním předpolí Karelid. Po uložení karelské série nastalo ve východním Finsku vrásnění, při kterém se intruzemi žul vytvořilo pásemné pohoří ssz. – jjv. směru, zvané Karelidy.
| Přehled rozdělení | prekambria v Baltickém štítu |                                                    |
| ----------------- | --- | -------------------------------------------------- |
| Nadloží           | spodní kambrium diskordance |                                                    |
| Starohory         | sparagmitová série diskordance jotnien hoglandien a serie Noppi diskordance orogeneze (Gotokarelidy) xx karelská série xx velká diskordance | xx xx <žuly rapakivi xx jatulien kalevien ladogien |
| Prahory           | velká orogeneze (Svekofennidy) botnien svionien marealbidy (nejstarší horniny Baltického štítu)                                             |                                                    |

## Algonkiumbritských ostrovů
Algonkium britských ostrovů vystupuje především v severozápadní části Skotska a na ostrovech Hebridách. V skotském prekambriu rozeznáváme čtyři formace: lewisien, moinien, dalradien a torridonien. Lewisien náleží nejspíše k prahorám. Skládá se převážně ze zvrásněných rul, prostoupených žulovými intruzemi. Tvoří ostrovy Hebridy a pruh v severozápadním Skotsku, jako zbytek prapevniny, zvané Eria. O Erii se soudí, že původně souvisela s Kanadským štítem, od kterého se později oddělila. Ostatní série náleží k algonkiu. Torridonien spočívá ostře diskordantně na lewisienu. Skládá se ze slepenců, pískovců a břidlic. Horniny torridonia nejsou metamorfovány a spočívají na svém podloží téměř vodorovně nebo jsou jen mírně zvrásněny. Pískovce jsou červeně nebo hnědě zbarveny. Přítomné jsou také křemenné porfyry a rhyolity, které tvoří příkrovy. Mocnost série je až 600m. Na torridonienu spočívá opět diskordantně kambrium. Všechny tři jmenované útvary tvoří jedinou tektonickou jednotku. Moinien jsou tak zvané východní břidlice (Eastern schists), které byly přesunuty směrem od východu k západu přes výše uvedenou tektonickou jednotku  O tomto území vyslovil anglický geolog Ch. Lapworth (1884) na svou dobu převratný názor, že celá série východních břidlic byla ploše přesunuta přes kambrium. Pozdější výzkumy jeho názor plně potvrdily. Nasunutí moinienu nastalo při kaledonském vrásnění. Dalradien je další formací skotského proterozoika. Skládá se z fylitů, kvarcitů, vápenců a slepenců. Některé slepence jsou glaciálního původu (tillity), což ukazuje na předkambrické zalednění v severním Skotsku. Dalradien je považovaný za nejmladší oddíl a srovnávaný se sparagmitovou formací  v Norsku. Prekambrium vystupuje na britských ostrovech ještě ve střední Anglii a v severním Walesu. Vrstvy spočívají v podloží kambria.

## AlgonkiumKanadského štítu
Od uznání tohoto názvu Geologickým ústavem USA roku 1905 je to rovnocenný synonymní název pro proterozoikum Kanadského štítu, tedy pro mladší část prekambria. Algonkium v sobě spojuje bývalý huron  a také mladší prekambrickou formaci označovanou jako kewennawan. Od archaika Kanadského šítu je algonkium odděleno velkou diskordancí (laurentská orogeneze), stejně jako od svrchního kambria (penotská orogeneze). Algonkium Kanadského štítu se rozděluje na spodní a svrchní. Ke spodnímu algonkiu patří pouze spodní huron, ke svrchnímu svrchní huron a kewennawan.
Huron je starší formací algonkia (proterozoika) Kanadského štítu. Zaujímá rozsáhlou oblast severně od Huronského jezera. Mocnost uloženin se odhaduje na pět tisíc až šest tisíc metrů a člení se na tři souvrství. Spodní bruce se skládá ze slepenců, křemenců a břidlic s vložkami dolomitických vápenců. Střední eobalt spočívá na spodním souvrství diskordantně a je tvořen z velké části kontinentálními uloženinami.Na bázi jsou slepence asi 200 metrů mocné, jejichž hrubé součásti bývají na povrchu často rýhovány a poškrabány. A. P. Coleman (1923) označil poškrábané balvany za typické souvky. Pokládají se za nejstarší známé uloženiny ledovcového původu a nazývají se tillity. Na nich spočívají vrstvy složené z křemenců, dolomitů a břidlic. Na středním souvrství spočívá diskordantně animikie. Spodní část tvoří mělčinné mořské uloženiny, ve kterých se nacházejí ložiska sedimentárních železných rud. Výše převládají temné uhelnaté břidlice.
Po uložení huronské série byla zejména jižní část Kanadského štítu postižena vrásněním, provázeným intruzemi žul. Žuly vystupují v jižní Minnesotě, středním Wisconsinu a v území severně od Huronského jezera. Označují se jako žuly killarneyské. Vrásněním, zejména v oblasti Velkých jezer, vzniklo Killarneyské horstvo probíhající přibližně západovýchodním směrem.
Keweenawan spočívá diskordantně na huronu. Vrstvy se skládají z bazických láv, které se střídají s uloženinami slepenců, pískovců a břidlic. Červená barva a ráz zvrstvení uloženin nasvědčují, že jde o uloženiny kontinentálního pustinného původu. Mocnost se odhaduje na pět tisíc metrů. V okolí Hořejšího jezera mají bazická efuziva (hlavně melafyry) často mandlovcovou texturu. Melafyrové mandlovce obsahují ložiska ryzí mědi, která byla známá již starým indiánům. Současně s povrchovými výlevy bazických láv vznikaly i velké ložní intruze bazických vyvřelin, na které jsou vázána ložiska rud, například u Sudbury v Ontariu.
Na keweenawanu spočívá diskordantně kambrium.

## Algonkium české
Jsou to mocné uloženiny podloží barrandiensko - železnohorské zóny. Podle H. Stilleho (1948) je české algonkium součástí mohutné mladoalgonkinské geosynklinály, která probíhala v šířce asi tisíc pět set kilometrů z britských ostrovů do Bretaně a Normandie ve Francii a odtud přes durynsko-saskou oblast do Českého masivu. Geosynklinální povahu českého algonkia dokazuje litografický charakter uloženin i přítomnost hojných submarinních výlevů spilitového komplexu. Vývoj celé geosynklinály byl zakončen horotvorným pochodem asyntského vrásnění, takže vrstvy staršího paleozoika se na zvrásněném a denudovaném algonkiu uložily zřetelně diskordantně. Výzkumem a stratigrafií českého algonkia se prvně podrobně zabýval Joachim Barrande (1852). Vrstvy, které dnes čítáme k algonkiu, zařazoval do svých azoických etáží A a B. Později se ukázalo, že etáž B, skládající se jednak z komplexu temných břidlic a drob, jednak z komplexu tvořeného především slepenci, má ve svém středu zřetelnou diskordanci právě mezi oběma komplexy, a že tedy starší břidlično-drobový komplex je nutno čítat k algonkiu a slepencový komplex, spjatý pozvolnými přechody s etáží C obsahující tak zvanou primordiální faunu, ke kambriu. Stratigrafické rozčlenění českého algonkia je při celkem monotónním biologickém charakteru sedimentů velmi obtížné. Jako pomůcky pro stratigrafické rozdělení se používají některé petrograficky odchylné vložky buližníků (lyditů), kyzových a kamenečných břidlic, obzorů drobových slepenců a v neposlední řadě příkrovů diabasových a spilitových hornin. Rozšíření vyvřelin spilitového komplexu vzal R. Kettner (1917) za základ stratigrafického rozdělení českého algonkia. Rozeznává tři hlavní oddíly: stupeň předspilitový, stupeň spilitový a stupeň postspilitový.
Tektonika českého algonkia je velmi komplikovaná. České algonkium bylo intenzivně zvrásněno před uložením kambria. Podle některých autorů lze v českém algonkiu předpokládat vedle této fáze ještě horotvornou fázi starší, která je naznačena přítomností důležitého slepencového horizontu – slepenců dobříšských. Tyto slepence sice nemají povahu diskordantně uložených bazálních slepenců, jsou spjaty se svým podložím i nadložím pozvolnými přechody a vyskytují se dokonce i ve více horizontech, ale jsou důkazem toho, že v určité části algonkia proběhlo zvrásnění a vyzdvižení algonkických sedimentů, které poskytly valounový materiál uvedeným slepencovým polohám. Na dvojí tektonický pochod v českém algonkiu ukazuje i srovnání tektonických poměrů  spilitového a  postspilitového stupně. Výskyty spilitového oddílu jsou totiž tektonicky postiženy mnohem více než vrstvy stupně postspilitového z jihovýchodního křídla Barrandienu. K důležitým tektonickým poruchám předkambridského stáří v severozápadním křídle Barrandienu náleží nasunutí vrstev buližníkového pododdělení na vrstvy vlastního spilitového komplexu, zjištěné Odolenem Kodymem (1926) na Křivoklátsku.
Mimo vlastní oblast Barrandienu jsou sedimenty algonkia zastoupeny především ve středočeských metamorfovaných ostrovech, v severozápadní části Železných hor mezi Heřmanovým Městcem a Týncem nad Labem. Za regionálně metamorfované algonkium se považuje ještě série na severozápadním, severním a severovýchodním okraji jádra Českého masivu. Je to série zábřežská, letovické krystalinikum, poličské krystalinikum, jaderné série v keprnické a desenské klenbě, staroměstské svorové pásmo, série stroňská a jiné série mesozonálně metamorfované v krystaliniku orlicko-kladské jednotky, Krkonoš a Krušných hor. Téhož stáří může být i krystalinikum kutnohorské.

## Algonkium Železných hor
Podle Zprávy o geologických výzkumech u Zdechovic a Morašic v Želených horách (Věstník ÚÚG, rok XXVI, strany 114 až 120) se algonkium Železných hor dělí na tři oddíly. Oddíl předložiskový je nejstarší a je tvořený šedými jílovitými břidlicemi, slabě fylitizovanými, s hojnými vložkami vápnitých a arkozových drob, s polohami vápenců a efuzivních spilitů s tufy a tufity. Hlavním znakem je silná tufitizace a značně rozšířená kontaktní přeměna, způsobená účinkem žuly a gabrovými intruzemi. Oddíl ložiskový, střední, je tvořený pásmem grafitických břidlic, místy s pyritem. Nad ním vystupuje ložisko karbonátových rud Fe - Mn s hojnou příměsí kyzů. V nadloží vystupuje mocné souvrství grafitických břidlic, bohatých kyzy. Charakteristické pro tento oddíl jsou dále hojné polohy přeměněných porfyritů. Některé úseky jsou kontaktně přeměněny v manganatosilikátové a pyrrhotinové rohovce. Oddíl položiskový, nejmladší, je tvořen tmavými jílovitými, slabě grafitickými břidlicemi, které se střídají s mocnými polohami tufitických břidlic, tufitických arkozových drob, porfyritových tufů a výlevných porfyritů. Charakteristické jsou dále polohy tufitických slepenců, slepencových drob a horniny buližníkové. Uvedené rozdělení bylo roku 1951 stanoveno pro širší okolí Chvaletic. Podle této obce je také železnohorské algonkium nazýváno. Podle dalších výzkumů bylo uvedené rozdělení rozšířeno na celý rozsah algonkia v Železných horách. Všechny tři oddíly algonkia Železných hor odpovídají spilitovému stupni, eventuálně zčásti i pospilitovému stupni v západočeském a středočeském algonkiu podle rozdělení Radima Kettnera. V podloží vystupuje podhořanské krystalinikum a chvaletická žula, v nadloží je mohutná série zelenavých slepenců, drob a břidlic s mocnými polohami porfyritů, která je zařazena podle nových výzkumů J. Svobody a FR. Fialy do subkambria.
Algonkium Železných hor je vázáno na severozápadní výběžek těchto hor. Vystupuje mezi údolím Labe v okolí Týnce nad Labem, Chvaleticemi, Litošicemi a Licoměřicemi.